# Lijst van beschermd erfgoed in Florenville
Onderstaande tabel geeft een overzicht van de beschermde erfgoederen in de gemeente Florenville. Het beschermd erfgoed maakt deel uit van het cultureel erfgoed in België.
| Object | Bouwjaar/architect | Deelgemeente         | Adres              | Coördinaten                   | Nummer?                | Afbeelding |
| --- | ------------------ | -------------------- | ------------------ | ----------------------------- | ---------------------- | --- |
| Hoeve Guerlot: gevels en daken van hoofd- en bijgebouwen (monument) |                    | Villers-devant-Orval | Rue de Margny 53   | 49° 37' 6" NB, 5° 20' 2" OL   | 85011-CLT-0002-01 Info | Hoeve Guerlot: gevels en daken van hoofd- en bijgebouwen (monument) |
| Watermolen van Lacuisine (monument) |                    | Lacuisine            |                    | 49° 42' 41" NB, 5° 19' 23" OL | 85011-CLT-0003-01 Info | |
| Site van het "Bois de la Rochette" (site) |                    | Lacuisine            |                    | 49° 43' 7" NB, 5° 19' 11" OL  | 85011-CLT-0004-01 Info | |
| Afdaling in bootjes tussen de rotsen an de Hat, de Rehat en de Rousses (site)                                                                                               |                    | Lacuisine            |                    | 49° 44' 36" NB, 5° 19' 5" OL  | 85011-CLT-0005-01 Info | |
| Gerechtskruis (monument) |                    | Lacuisine            | Martué             | 49° 42' 41" NB, 5° 18' 13" OL | 85011-CLT-0006-01 Info | |
| Geheel van de Roche à l'Appel (site) |                    | Muno                 |                    | 49° 44' 4" NB, 5° 10' 54" OL  | 85011-CLT-0007-01 Info | |
| Geheel van de site van Conques (site) |                    | Sainte-Cécile        | Conques            | 49° 46' 4" NB, 5° 14' 52" OL  | 85011-CLT-0008-01 Info | Geheel van de site van Conques (site) |
| Ruïnes van de abdij van Orval (monument) |                    | Villers-devant-Orval | Orval              | 49° 38' 23" NB, 5° 20' 52" OL | 85011-CLT-0009-01 Info | Ruïnes van de abdij van Orval (monument) |
| Voormalige smederij (monument) ensemble gevormd door de smederij en het omliggende terrein (site)                                                                           |                    | Villers-devant-Orval | Orval              | 49° 38' 0" NB, 5° 20' 48" OL  | 85011-CLT-0010-01 Info | Voormalige smederij (monument)ensemble gevormd door de smederij en het omliggende terrein (site)                                                                            |
| Gebouwen van smederij "Forge Roussel" (monument) gebouwen en terreinen (site)                                                                                               |                    | Lacuisine            | Forge Roussel      | 49° 43' 47" NB, 5° 18' 9" OL  | 85011-CLT-0011-01 Info | |
| Gebouw "La Poivrière": gevels, dak en timmerwerk (monument) ensemble van het lager gelegen deel dan de kerk van Florenville langs de Semois (site)                          | 1706-1707          | Florenville          | Rue de la Culée 20 | 49° 42' 7" NB, 5° 18' 35" OL  | 85011-CLT-0012-01 Info | |
| Geheel van de plaatsen "Lacou", "Aux Chénevières" en de Semois (site en archeologische site)                                                                                |                    | Lacuisine            |                    | 49° 42' 38" NB, 5° 18' 13" OL | 85011-CLT-0013-01 Info | |
| De oude vleugel van de voormalige priorij van Muno (monument) geheel van de priorij en zijn omgeving (site)                                                                 |                    | Muno                 | Ferme du Prieuré 1 | 49° 42' 41" NB, 5° 10' 36" OL | 85011-CLT-0015-01 Info | |
| Geheel van het kasteel van Epioux en omliggend terrein, alsook de drie vijvers langs de Epioux-beek, de Eplatis-beken en hun samenvloeiing (site)                           |                    | Lacuisine            |                    | 49° 46' 5" NB, 5° 18' 1" OL   | 85011-CLT-0016-01 Info | |
| Sint-Martinuskerk, kerkhofmuur en pastorie; daaraan palende watermolenruïne (monument) het geheel gevormd door deze monumenten en hun omgeving, de grotten van Crons (site) |                    | Chassepierre         |                    | 49° 42' 26" NB, 5° 15' 46" OL | 85011-CLT-0018-01 Info | Sint-Martinuskerk, kerkhofmuur en pastorie; daaraan palende watermolenruïne (monument) het geheel gevormd door deze monumenten en hun omgeving, de grotten van Crons (site) |
| Sint-Rochuskapel |                    | Lacuisine            | Martué             | 49° 42' 45" NB, 5° 18' 15" OL | 85011-CLT-0019-01 Info | |